# Bernolákovo
Bernolákovo (bis 1927 slowakisch „Čeklýs“, 1927–1948 „Čeklís“; deutsch Lanschütz, ungarisch Cseklész) ist eine Gemeinde in der Westslowakei mit 10.151 Einwohnern (Stand 31. Dezember 2024) und ist eine der größten nichtstädtischen Gemeinden der Slowakei. Sie ist Teil des Okres Senec, eines Teils des Bratislavský kraj.

## Geographie

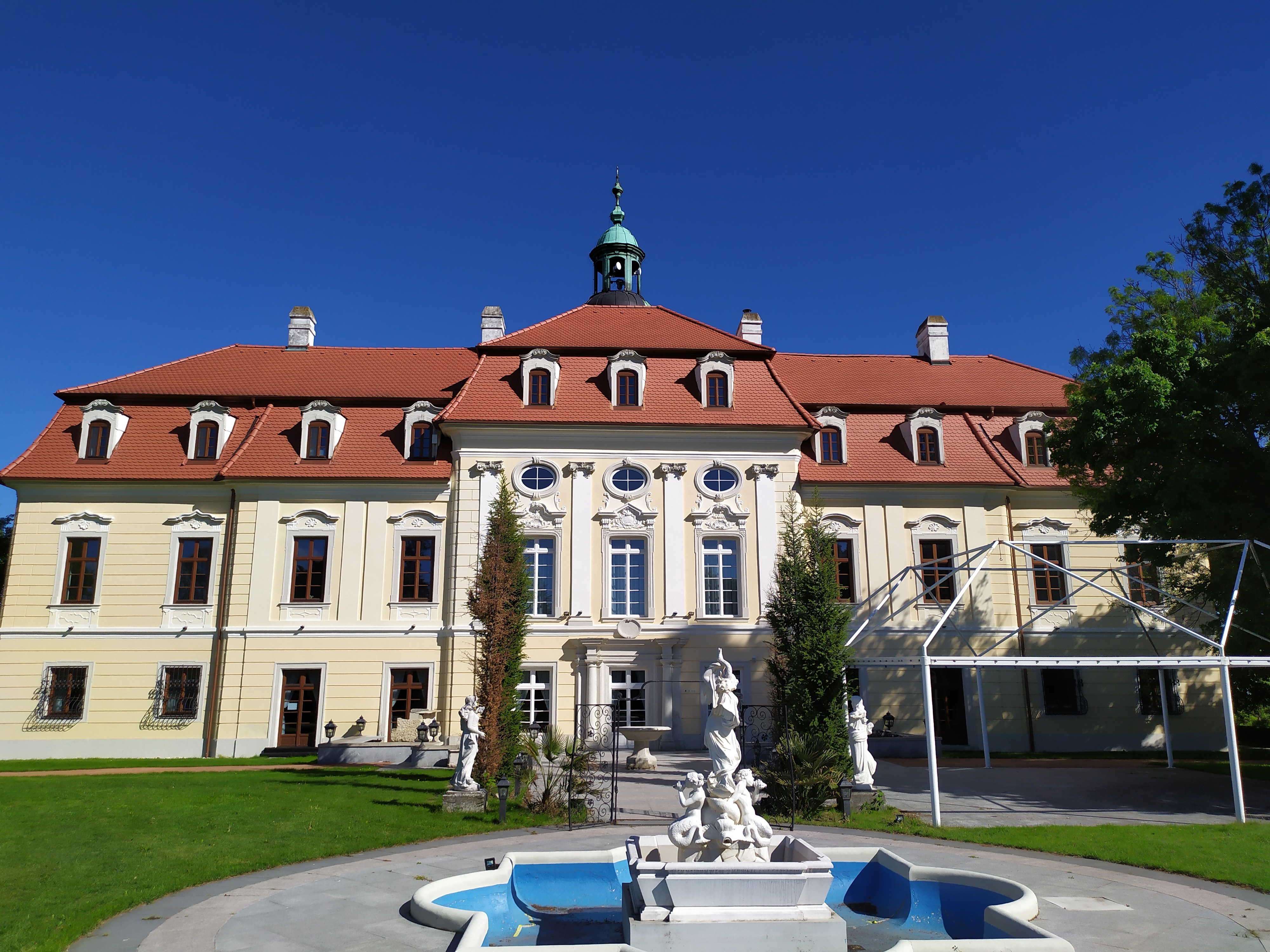
Blick auf das Schloss

Die Gemeinde befindet sich im Westteil des slowakischen Donautieflands beiderseits des Flusses Čierna voda und unweit der Kleinen Donau. Das Ortszentrum liegt auf einer Höhe von 140 m n.m. und ist acht Kilometer von Senec sowie etwa 18 Kilometer vom Stadtzentrum Bratislavas entfernt.
Nachbargemeinden sind Chorvátsky Grob im Norden, Veľký Biel im Nordosten, Nová Dedinka im Südosten, Tomášov und Malinovo im Süden sowie Ivanka pri Dunaji im Westen.

## Geschichte

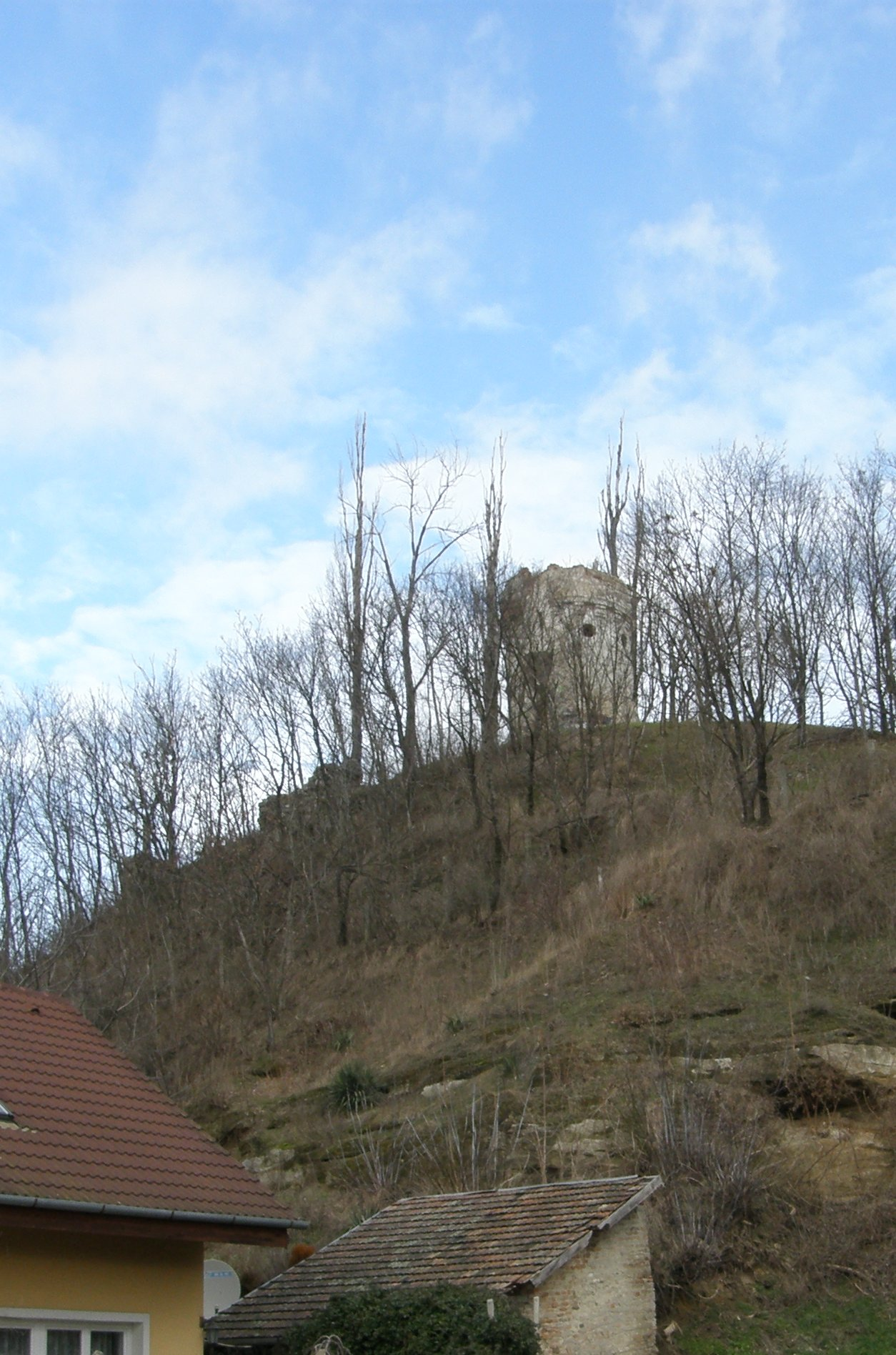
Ruine der alten Burg

Die ältesten archäologischen Funde auf dem heutigen Gemeindegebiet stammen aus der Jungsteinzeit und der Bronzezeit. Eine awarisch-slawische Grabstätte stammt aus dem 8. Jahrhundert.
Der heutige Ort wurde 1209 zum ersten Mal schriftlich als Ceki erwähnt, als Sebes, Sohn des Neutraer Gespans Tamás, den Ort von Andreas II. erhielt und später zum Gründer des Geschlechts der Grafen von St. Georgen und Bösing wurde. Im 13. Jahrhundert existierte neben der Siedlung Cheki auch die Siedlung Lužnica, die im Zuge der deutschen Kolonisierung zu Luensnicz (1313) und schließlich über mehrere Zwischenstufen Lanschütz wurde. 1290 werden Weingärten erwähnt, 1324 (als Castrum Chekles) dann die auf dem Hügel Várdomb stehende Burg Lanschütz, die aber im 15. Jahrhundert ihre Funktion weitgehend verlor. 1392 tauschte Thomas Ruffus de Peczh mit Kaiser Sigismund Schloss und Herrschaft Cseklész (Lanschütz) mit allen in und um Pressburg gelegenen Gütern und Besitzungen und der Schiffsmaut auf der Donau gegen die bereits im 13. Jahrhundert erbaute Burg und Herrschaft Appony (deutsch: Groß-Apponitz, heute Oponice in der Slowakei) im Komitat Neutra, wo die Familie Peczh den Namen Apponyi annahm. Aus dem 14. Jahrhundert stammt die Pfarrei und die dem Hl. Stephan geweihte Kirche. Nach dem Untergang der Burg wurde das Dorf im 16. Jahrhundert Teil des Herrschaftsgebiets von Schintau.
1532 erhielt Lanschütz die ersten Marktrechte, doch erst im 17. Jahrhundert wurde es Städtchen. Im Zuge der Türkenkriege und ungarischen Standesaufstände gegen die Habsburger wurde Lanschütz am Anfang des 18. Jahrhunderts zu einem großen Teil zerstört.
Das Barockschloss wurde zwischen 1714 und 1722 im Auftrag der Familie Esterházy durch Jakob Fellner erbaut. 1715 hatte das Städtchen 72 Steuerpflichtige und zwei Mühlen. 1766 wurde im Ort auf Anlass von Maria Theresia eine Leinenmanufaktur gegründet, die zur Blütezeit zwischen 100 und 150 Angestellte beschäftigte. Die letzten Erwähnungen stammen aus dem Jahr 1792, danach musste die Fabrik ihren Betrieb einstellen. Ab dem 18. Jahrhundert bestand im Ort eine Station für Postkutschenverkehr zwischen Pressburg und Blatné. 1828 zählte man 267 Häuser und 1803 Einwohner, das 1817 wieder errichtete Herrschaftsgut Lanschütz betrieb einen großen Meierhof mit Schafzucht.
Bis 1918 gehörte der im Komitat Pressburg liegende Ort zum Königreich Ungarn und kam danach zur Tschechoslowakei beziehungsweise heute Slowakei. In den Jahren 1922 und 1923 erfolgte die Parzellierung der Esterházy’schen Grundstücke, und der inzwischen Čeklís genannte Ort wuchs schnell, sodass er Ende 1930er Jahre ungefähr 5000 Einwohner hatte. Als Folge des Ersten Wiener Schiedsspruchs kam der Ort am 10. Oktober 1938 wieder zu Ungarn, doch am 14. März 1939, dem Tag der Entstehung des Slowakischen Staates, wurde dies im Falle von Čeklís rückgängig gemacht.
1948 erfolgte die nationalpolitisch motivierte Umbenennung des Ortes in Bernolákovo zu Ehren des slowakischen Philologen und Priesters Anton Bernolák, der von 1787 bis 1791 in der örtlichen Pfarrei wirkte. Zu einer Umbenennung in Krasnodar kam es nicht mehr.

## Bevölkerung
| Jahr                | 1994 | 2004    | 2014     | 2024     |
| ------------------- | ---- | ------- | -------- | -------- |
| Anzahl der Personen | 4461 | 4852    | 6147     | 10.151   |
| Unterschied         |      | +8,76 % | +26,69 % | +65,13 % |

| Jahr                | 2023 | 2024    |
| ------------------- | ---- | ------- |
| Anzahl der Personen | 9896 | 10.151  |
| Unterschied         |      | +2,57 % |

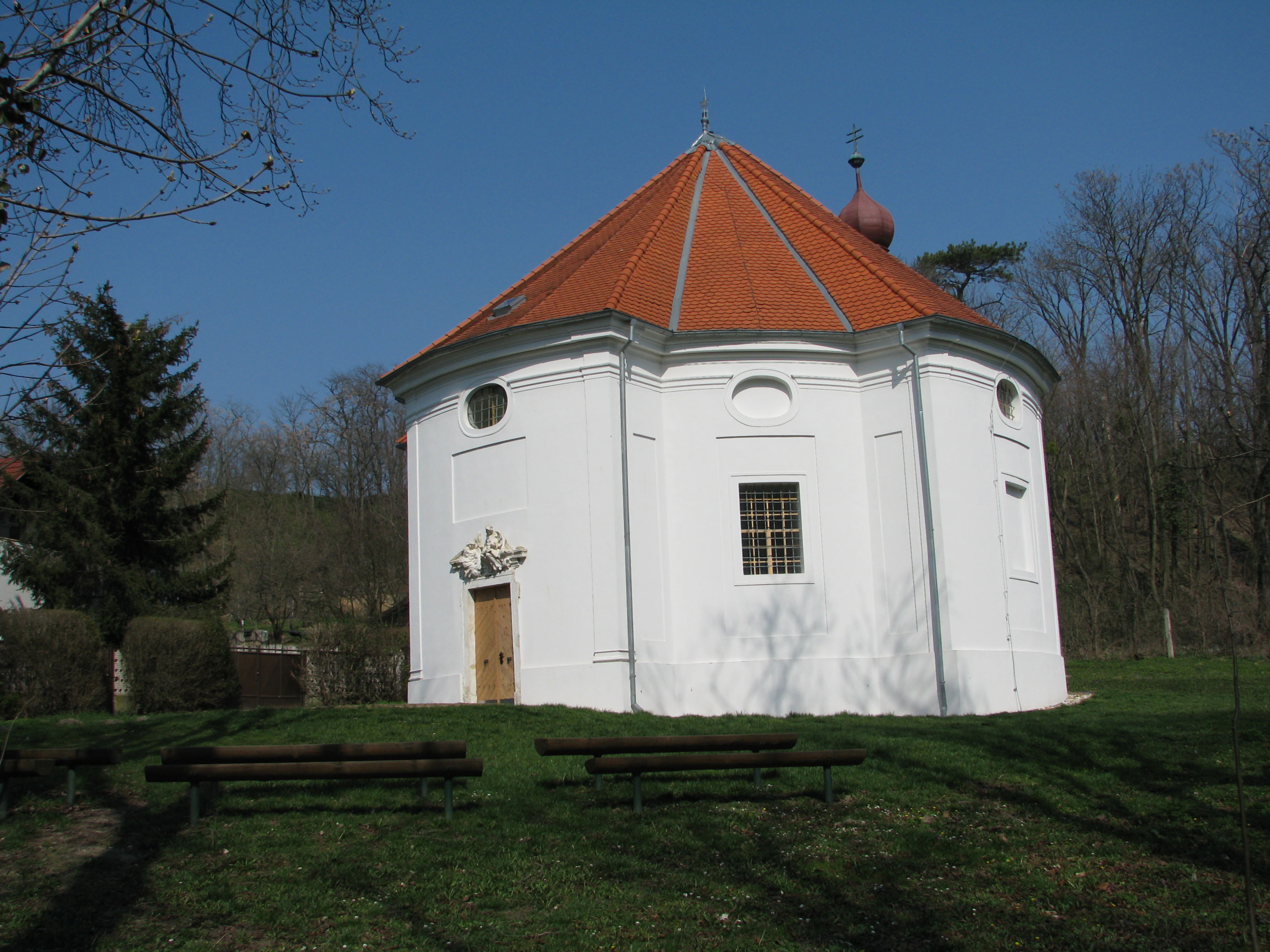
Annakapelle im Schlosspark

Nach der Volkszählung 2011 wohnten in Bernolákovo 5385 Einwohner, davon 5092 Slowaken, 35 Tschechen, 30 Magyaren, 12 Ukrainer, 8 Bulgaren, jeweils 5 Deutsche, Mährer und Russinen, jeweils 2 Juden und Polen sowie jeweils 1 Kroate, Rom, Russe und Serbe. 31 Einwohner gaben eine andere Ethnie an und 154 Einwohner machten keine Angabe zur Ethnie.
3040 Einwohner bekannten sich zur römisch-katholischen Kirche, 298 Einwohner zur Evangelischen Kirche A. B., 45 Einwohner zur apostolischen Kirche, 24 Einwohner zur orthodoxen Kirche, jeweils 20 Einwohner zur evangelisch-methodistischen Kirche und zur griechisch-katholischen Kirche sowie jeweils 17 Einwohner zu den Siebenten-Tags-Adventisten und zur Pfingstbewegung; insgesamt 67 Einwohner bekannten sich zu einer anderen Konfession. 1193 Einwohner waren konfessionslos und bei 487 Einwohnern wurde die Konfession nicht ermittelt.

## Bauwerke und Denkmäler

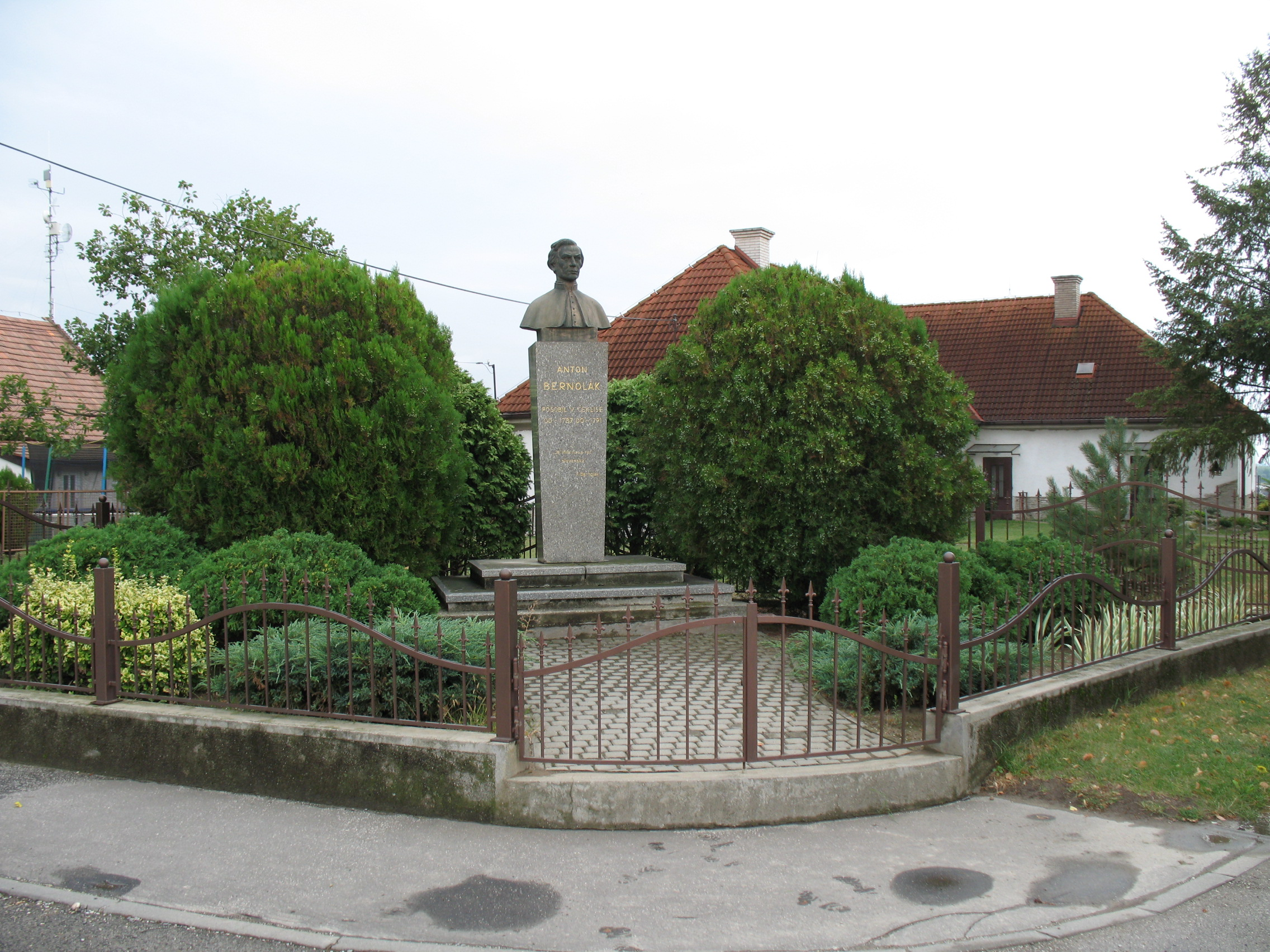
Anton-Bernolák-Denkmal

- römisch-katholische Stephanskirche aus dem 14. Jahrhundert, ursprünglich gotisch, 1764 und 1773 neu gestaltet und im 20. Jahrhundert erweitert
- Esterházy'sches Schloss im Barockstil aus den Jahren 1714–22, 1911 nach einem Brand erneuert, 1948–49 instand gesetzt und 2014–17 in einer fast acht Millionen Euro teuren Maßnahme generalsaniert[5]
- Annakapelle im Barockstil aus dem Jahr 1724, im Schlosspark gelegen
- Pranger unweit der Kirche aus dem 18. Jahrhundert
- Anton-Bernolák-Denkmal aus dem Jahr 1937
- Siehe auch: Liste der denkmalgeschützten Objekte in Bernolákovo

## Sport
Westlich des Ortes besteht im Areal des Schlossparks und unweit des Flusses Čierna voda ein 18-Loch-Golfplatz. Die Gemeinde betreibt ein Sportareal, das zu Ehren von Ján Popluhár auf Slowakisch Športový areál Jána Popluhára heißt. Im Ort haben der Fußballclub ŠK Bernolákovo sowie der Sportclub ŠK Vatek ihren Sitz.

## Infrastruktur und Verkehr
Die Gemeinde betreibt einen Kindergarten, zwei Grundschulen (jeweils eine für Klassen 1–4 bzw. 5–9) und eine Grundkunstschule. Seit 1952 besteht eine fachspezifische weiterführende Schule, die sich auf Landwirtschaft und Technik spezialisiert.
Am Rande von Bernolákovo verläuft die Straße 1. Ordnung 61 zwischen Bratislava und Senec. Darüber hinaus bestehen Verbindungen nach Chorvátsky Grob, Ivanka pri Dunaji und Nová Dedinka, jeweils über Straßen 3. Ordnung. Eine direkte Anbindung an die Autobahn D1 über die Anschlussstelle Bernolákovo an der Straße 2. Ordnung 127 wurde 2021 fertiggestellt.
Die Gemeinde besitzt einen Haltepunkt an der Bahnstrecke Bratislava–Budapest und es halten mehrere Nahverkehrszugpaare täglich. Anbindungen an Schnell-, EC- und IC-Züge sind im 18 Kilometer entfernten Bahnhof Bratislava hl. st. vorhanden.
Zum Terminal des Flughafens Bratislava sind es etwa 12 Kilometer.

## Persönlichkeiten
- Odilo Globocnik (1904–1945), SS-Kriegsverbrecher, lebte als Kind mit seiner Familie zeitweise im Ort
- Jozef Kuchár (1928–2009), slowakischer Sänger und Schauspieler
- Ján Popluhár (1935–2011), slowakischer Fußballspieler
- Laco Déczi (* 1938), Jazzmusiker
- Tibor Jančula (* 1969), slowakischer Fußballspieler
- Veronika Klechová (* 1989), slowakische Fußballspielerin